# معزبة طة (الرضمة)

تعديل مصدري - تعديل

معزبة طة محلة تابعة لقرية التربة عمار، التابعة لعزلة أزال بمديرية الرضمة إحدى مديريات محافظة إب في الجمهورية اليمنية.، بلغ تعداد سكانها 29 حسب تعداد اليمن لعام 2004.